# Paragehyra petiti
Paragehyra petiti là một loài thằn lằn trong họ Gekkonidae. Loài này được Angel mô tả khoa học đầu tiên năm 1929.